# کرم‌های نان‌بستنی
کرم‌های نان‌بستنی (نام علمی: Pectinariidae) خانواده‌ای از کرم‌های پُرتار دریایی است که بر بدن خود لوله‌های شنی تقریبا مشابه با نان بستنی می‌سازد که گاه تا ۵ سانتی‌متر درازا دارند.

## سرده‌ها
- Amphictene Savigny, 1818 - اغلب جزئی از Pectinaria به‌شمار می‌آید.
- Cistenides Malmgren, 1866 اغلب جزئی از Pectinaria به‌شمار می‌آید.
- Pectinaria
- Petta Malmgren, 1866